# Estadi Sree Kanteerava
L'Estadi Sree Kanteerava és un estadi multiusos situat a la ciutat de Bangalore estat de Karnataka, Índia. l'estadi és part del Complex Sree Kanteerava d'Esports, recinte que compta amb pistes d'atletisme, gimnasos per a voleibol i bàsquet, pistes per a tir amb arc, salons de boxa i pistes de tennis entre unes altres.
L'estadi de futbol va ser inaugurat el 1997 i té una capacitat per 24.000 persones, i el seu principal equip local és el Bangalore FC club que disputa la I-League.
L'11 de juny de 2015 va albergar per primera vegada un partit internacional de la Selecció de futbol de l'Índia, en partit que la va enfrontar a la selecció d'Oman i servia per les classificatòries per a la Copa Mundial de Futbol de 2018.